# Karpinskiidae
Karpinskiidae (лат.) — семейство ископаемых плеченогих из класса Rhynchonellata. Научное название дано в честь русского геолога Александра Петровича Карпинского (1847—1936). Представители рода Karpinskia широко представлены в нижнедевонских отложениях Урала.
Род Karpinskia Tschernyschew, 1885:
- Karpinskia vagranensis Khodalevich, 1939 — вид-индекс саумского и шерлубайского горизонтов и одноимённой биостратиграфической зоны
- Karpinskia conjugula Tschernyschew, 1885 — вид-индекс вижайского и куламатского горизонтов
- Karpinskia consuelo Gortani, 1913 — вид-индекс тошемского и карпинского горизонтов на восточном склоне Урала
- Karpinskia  fedorovi Tschernyschew, 1893 — вид-индекс вижайского и куламатского горизонтов
- Karpinskia gigantea Khodalevich, 1937 — вид-индекс тошемского и карпинского горизонтов на восточном склоне Урала

Род Neokarpinskia L. Mizens, 1977
- Neokarpinskia ivdelensis (Khodalevich, 1937) — вид-индекс карпинского, тальтийского и иргизлинского, бийского горизонтов

Род Vagrania Alekseeva, 1959
- Vagrania digna L. Mizens, sp. nov.
- Vagrania vijaica (Khodalevich, 1951)
- Vagrania flabellata (Roemer, 1844)
- Vagrania ventosa (M. et I. Breivel, 1972)